# Катарина Карагеоргієвич
Катарина Карагеоргієвич (серб. Катарина Карађорђевић, уроджена Батыс (Batis); нар. 13 листопада 1943) — спадкова принцеса Югославії, дружина кронпринца Югославії Олександра Карагеоргієвича.

## Життєпис

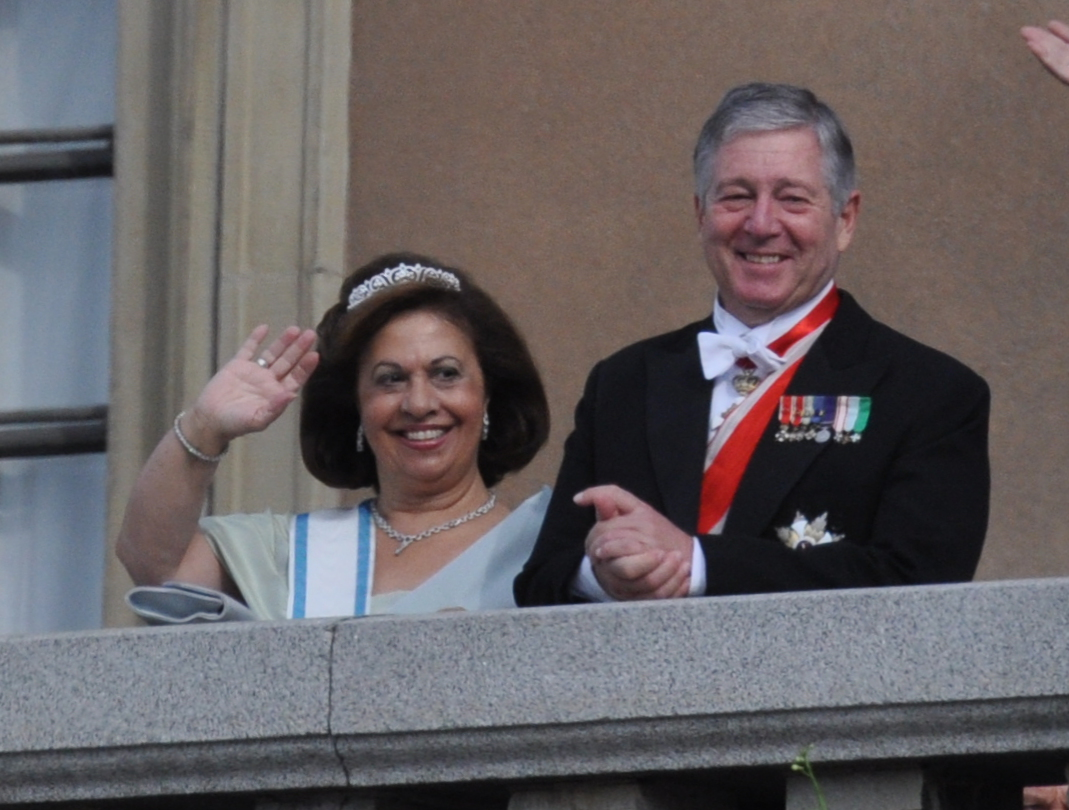
Катарина та Олександр Карагеоргієвич на весілля Вікторії та Даніеля, Швеція

Народилася 13 листопада 1943 року в Афінах, дочка Роберта Батіса (Robert Batis, 1916—2011) та його дружини Анни Дості (Anna Dosti, 1922—2010); сестра Бетті Румеліотіс (Betty Roumeliotis).
Катаріна навчалася в Афінах і Лозанні. Потім вивчала бізнес в Денверському університеті (штат Колорадо) і в Даллаському університеті (штат Техас). Кілька років пропрацювала в бізнесі у Сполучених Штатах Америки.
25 листопада 1962 року Катаріна вийшла заміж за Джека Волтера Ендрюса (Jack Walter Andrews, 1933—2013). У цьому шлюбі у неї було двоє дітей: Девід та Елісон. Вона багато подорожувала, жила в Австралії та Африці. Розлучилася з Джеком Ендрюсом 7 грудня 1984 року.
Вона познайомилася зі своїм другим чоловіком у Вашингтоні, округ Колумбія, в 1984 році. Вони одружилися в Лондоні 20 вересня 1985 року, а на наступний день вінчалися в православній церкві St. Sava Serbian в Ноттінг-Гіллі. Їх боярином був король Греції Костянтин II, а свідком — наслідний принц Югославії Томіслав Карагеоргієвич.
Катаріна Карагеоргієвич займається благодійною діяльністю, особливо після конфлікту в колишній Югославії. Вона працює у сфері гуманітарної допомоги і є покровителем різних гуманітарних організацій, включаючи Lifeline Humanitarian Organization, SOS–Appeal for Life і United Orthodox Aid. У 2001 році вона заснувала фонд Fond NJ.K. V. Princeze Katarine [Архівовано 25 березня 2022 у Wayback Machine.] в Белграді, щоб розширити свою благодійну діяльність.
Тільки в 1991 році членам династії Карагеоргієвичів було дозволено приїхати в Югославію. 17 липня 2001 року, після того, як Сербія стала самостійною, Катаріна разом з чоловіком і дітьми: Петром, Філіпом і Олександром — оселилися в Королівському палаці в Белграді. Але спадкові принци вважають за краще жити на Заході.
Катаріна Карагеоргієвич говорить грецькою, англійською, французькою, іспанською та сербською мовами. Захоплюється музикою, читанням, готуванням, театром та біговими лижами.

## Титули та нагороди
- З 20 вересня 1985 року носить титул Її Королівська Величність кронпринцеса Сербії та Югославії.
- Серед її нагород — орден Святого Сави (Великий хрест), Костянтинівський орден Святого Георгія (Великий хрест), пам'ятні медалі до 50-річчя і 70-річчя короля Швеції Карла XVI Густава та інші.
- Почесний доктор Шеффілдського університету.